# 安万扎美
安万扎美，中华人民共和国政治人物、全国脱贫攻坚先进个人。

## 生平
安万扎美任囊谦县香达镇大桥村党支部书记。因在脱贫攻坚战中作出突出贡献，2021年2月25日全国脱贫攻坚总结表彰大会上，安万扎美被授予“全国脱贫攻坚先进个人”。